# 1577
Cette page concerne l'année 1577  du calendrier julien.
L'année 1577 est une année commune qui commence un mardi.

## Événements
- 17 mars : fondation de la Compagnie de Cathay[1]. Martin Frobisher obtient le monopole des expéditions vers l'Ouest.
- 26 mai : départ du second voyage de Martin Frobisher qui atteint la baie de Frobisher le 17 juillet[1]. Retour le 23 novembre.
- 14 juin[2] : Gurû Ram Das fonde la ville d'Amritsar, centre religieux Sikh[3].
- 28 mai : un consul est nommé pour représenter le roi de France à Tunis[4].

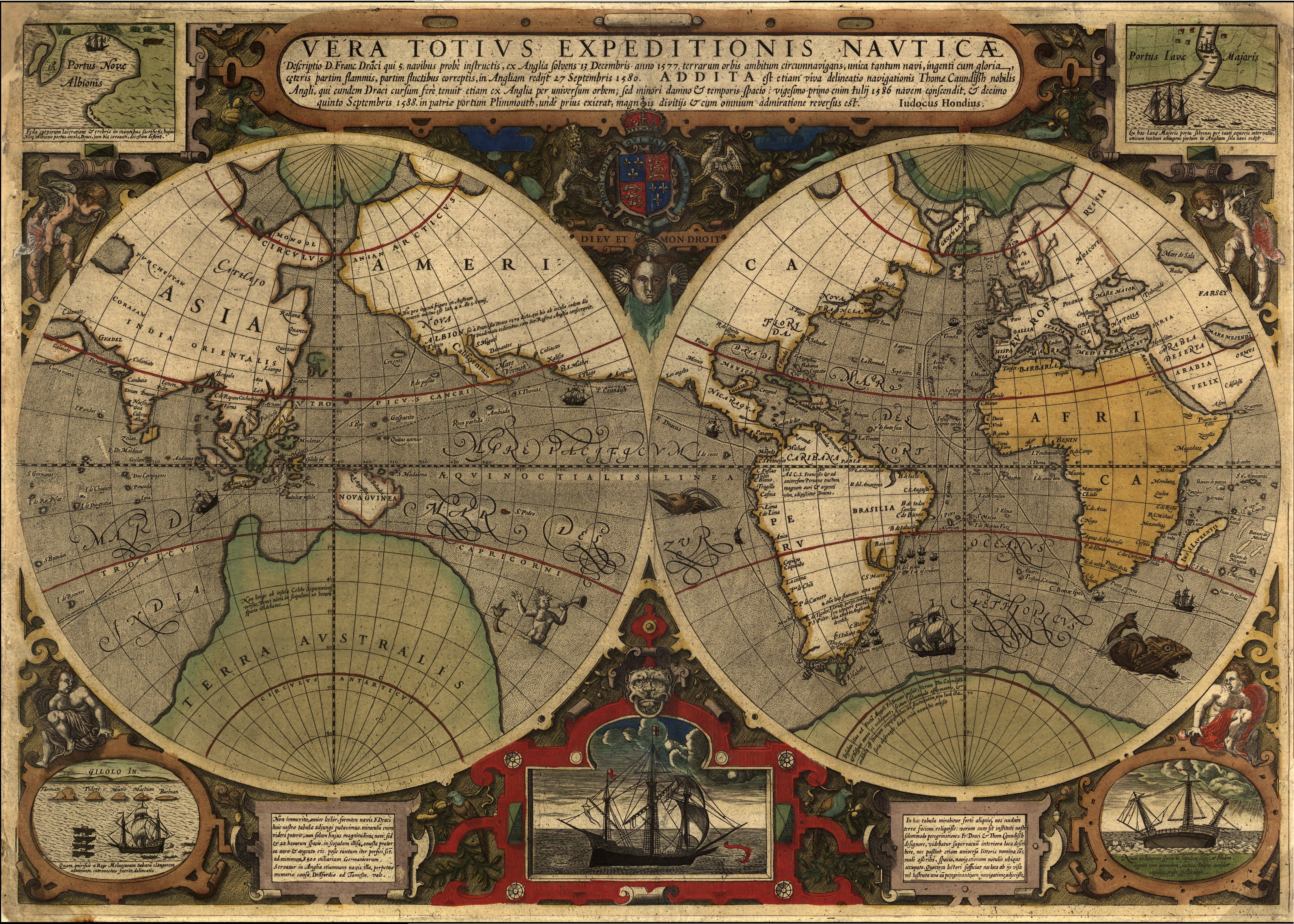
Francis Drake voyage dans les mers du Sud de 1577 à 1580 avec cinq bâtiments, dont le Golden Hind. Thomas Doughty, soupçonné d’avoir fomenté une mutinerie peu avant l’extrême sud de l’Amérique, est décapité pour l’exemple (2 juillet 1578). La flotte passe le détroit de Magellan, puis longe la côte du Chili où elle arraisonne un bâtiment de commerce espagnol chargé d’or au large de Santiago, qu’elle pille au passage. Drake s’empare plus tard de la cargaison d’argent du Cagafuego, remonte vers le nord en pillant les comptoirs espagnols, touche le Pérou, l’isthme de Panama, le Mexique, la Californie qu’il baptise Nouvelle-Albion et débarque dans la baie de San Francisco. De là, il cingle vers les îles de la Sonde et les Indes où il se mesure à maintes reprises avec des Portugais et des Espagnols. Il regagne Plymouth par le cap de Bonne-Espérance, les cales pleines de butin (26 septembre 1580).

- 13 décembre : début de la deuxième circumnavigation par l'explorateur anglais Francis Drake (fin en 1580)[5].

### Europe
- 9 janvier : les États généraux des Pays-Bas proclament leur unité dans l’union de Bruxelles[6].
- 2 février : Charles Borromée décide d'entreprendre la visite générale du diocèse de Milan[7]. Il fonde hôpitaux et écoles.
- 12 février : édit perpétuel de Marche-en-Famenne[6]. Échec des tentatives de Don Juan d'Autriche pour pacifier les Pays-Bas. Les grands seigneurs du Sud (Aerschot, Boussu, Lalaing) s’opposent au prince d’Orange qui s’appuie sur la bourgeoisie du Nord et le peuple des villes du Sud. Durant l’été, une série de coups d’État municipaux mettent en place des municipalités calvinistes composées d’artisans à Bruxelles, Anvers et Gand, ce qui effraie les classes supérieures. Au nord, le calvinisme, minoritaire, touche les élites économiques qui tiennent les municipalités. Au sud, la noblesse catholique domine toujours.
- 18 mars : trêve signée entre l'Espagne et l'Empire ottoman[8].
- 28 mai : rédaction de la Formule de Concorde du couvent de  Bergen pour réconcilier les différents courants du luthéranisme[9].
- Juin : la reine Élisabeth Ire d'Angleterre suspend l’archevêque de Cantorbéry Edmund Grindal de 1577 à 1582 parce qu’il n’a pas voulu interdire la tenue de conférences dans lesquelles les ministres anglicans commentaient et disputaient les Écritures devant les fidèles (prophesying). Élisabeth, qui reproche à ces assemblées leurs tendances puritaines, les a interdites le 7 mai[10].

- 2 juillet-29 novembre : Thérèse d'Avila écrit Le Château intérieur[11].

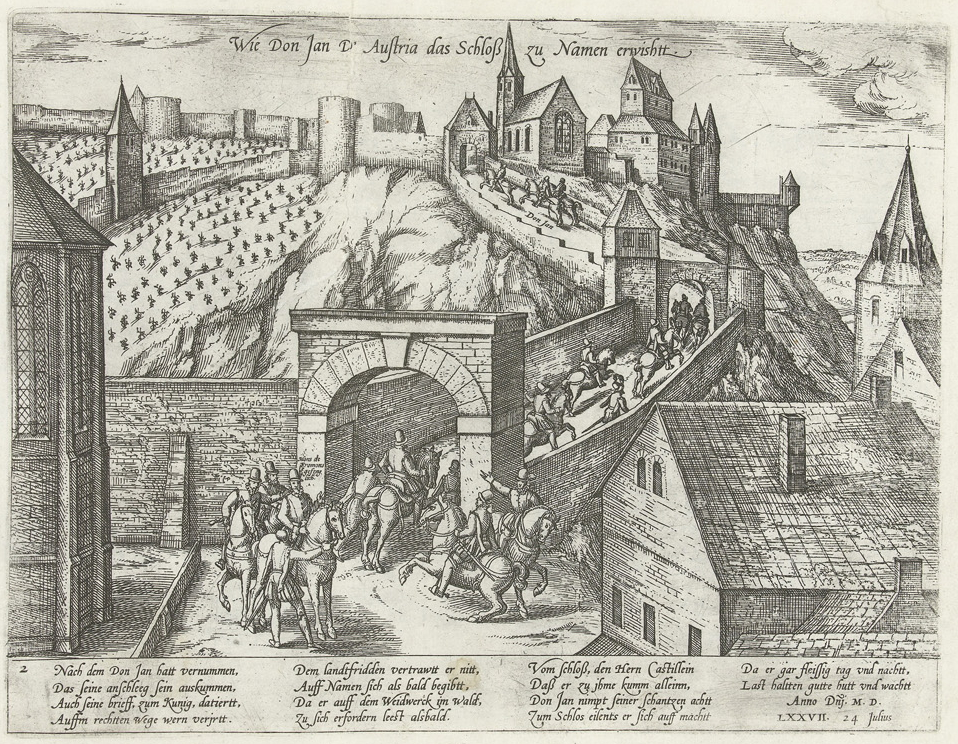
24 juillet : prise de la citadelle de Namur.

- 24 juillet : Don Juan d'Autriche s'empare de la citadelle de Namur, ce qui provoque la reprise des hostilités aux Pays-Bas[12].
- 26 août : en Bohême, Rodolphe II nomme un conseil de lieutenance (Statthalterei) présidé par le grand burgrave[13].
- Été : 
  - conférence militaire de Vienne. Les Habsbourg adoptent une stratégie défensive contre les Turcs[14].
  - suicide collectif de 300 personnes au siège de Wenden (en)
- 23 septembre : Guillaume d'Orange fait une entrée triomphale à Bruxelles[12].
- Septembre : Mihnea II devient voïévode de Valachie (1577-1583, 1585-1591)[15]. Il règne huit ans sous l’autorité de sa mère, Catherine Salvaresso.

- 8 octobre : publication de l'édit de Poitiers[16]. Fin de  la Sixième guerre de Religion en France.
- 19 octobre : Giovanni Battista Gentile Pignolo devient doge de Gênes, succédant à Prospero Centurione Fattinanti (fin du mandat le 19 octobre 1579).

- 13 novembre-26 janvier 1578 : observation de la Grande comète de 1577 par Tycho Brahe[17].

- 2 décembre : Jean de la Croix est fait prisonnier dans un couvent de Tolède par des carmes hostiles à sa réforme des carmes déchaussés ; il réussit à s'enfuir le 17 août 1578[18].
- 19 décembre : arrivée du légat du pape Antonio Possevino à Stockholm, en Suède[19]. Jean III Vasa se convertit au catholicisme romain (1578) et s’oppose à la noblesse dans ses efforts pour rétablir le catholicisme en Suède[20]. Possevino doit quitter le pays à la suite de graves troubles anticatholiques (1580).
- 20 décembre : incendie du palais des Doges à Venise[21]. De nombreuses œuvres sont détruites.

## Naissances en 1577
- 12 janvier : Francesco Stelluti, naturaliste et poète italien († novembre 1652).
- 17 janvier :
  - Giovanni-Battista Crescenzi, architecte et peintre italien († 17 mars 1635).
  - Antonio Mira de Amescua, poète et dramaturge espagnol († 8 septembre 1644).
- 23 janvier : Floris II van Pallandt, mécène et collectionneur d'œuvres d'art néerlandais († 4 juin 1639).
- 5 février : Beatrice Cenci, femme noble et meurtrière italienne († 11 septembre 1599).
- 8 février : Robert Burton, écrivain anglais († 25 janvier 1640).
- 12 février : Dorothée-Augusta de Brunswick-Wolfenbüttel, princesse de Brunswick-Wolfenbüttel et abbesse de l'Abbaye impériale de Gandersheim († 19 décembre 1625).
- 17 février : Auguste de Saxe-Lauenbourg, prince de la maison d'Ascanie († 18 janvier 1656).
- 22 février : Pierre Huyssens, frère jésuite, architecte de profession, reconnu comme le maître du Baroque dans les anciens Pays-Bas († 6 juin 1637).
- 28 février : Ángel Manrique, moine cistercien espagnol, professeur, abbé puis évêque de Badajoz († 28 février 1649).
- 1er mars : Richard Weston, 1er comte de Portland, chancelier de l'Échiquier et plus tard lord trésorier d'Angleterre († 13 mars 1635).
- 3 mars : Nicolas Trigault, prêtre jésuite des Pays-Bas méridionaux († 14 novembre 1628).
- 5 mars : François Dousa, écrivain néerlandais († 11 décembre 1630).
- 20 mars : Alessandro Tiarini, peintre baroque italien († 8 février 1668).
- 24 mars : François de Poméranie, Prince-Évêque Luthérien et administrateur de l'évêché de Cammin, puis duc de Poméranie († 27 novembre 1620).
- 26 mars : Élisabeth Flandrika d'Orange-Nassau, duchesse de Bouillon et princesse de Sedan († 3 septembre 1642).
- 7 avril : Thomas Sagittarius, philologue allemand († 21 avril 1621).
- 12 avril : Christian IV, roi de Danemark et de Norvège († 28 février 1648).
- 14 avril : Giacomo Cavedone, peintre baroque italien († 1660).
- 25 avril : Gudō Toshoku, moine japonais zen de l'école Rinzai au début de l'époque d'Edo († 22 novembre 1661).
- 1er mai : François de Kinschot, juriste et administrateur des Pays-Bas méridionaux († 5 mai 1651).
- 3 mai : Jean-Gonthier II de Schwarzbourg-Sondershausen, comme comte de Schwarzbourg-Sondershausen († 16 décembre 1631).
- 20 mai :
  - Giovanni Battista Bertusio, peintre baroque italien de l'école de Bologne († 23 juillet 1644).
  - Philippe de Médicis, prince de la maison de Médicis († 29 mars 1582).
- 12 juin : Paul Guldin, prêtre jésuite, mathématicien et astronome suisse († 3 novembre 1643).
- 23 juin : François Rouxel de Médavy, évêque de Lisieux († 8 août 1617).
- 24 juin[22] : Benedetto Castelli, mathématicien italien, disciple de Galilée († 9 avril 1643).
- 28 juin : Pierre Paul Rubens, peintre baroque flamand († 30 mai 1640).
- 9 juillet : Thomas West, 3e baron De La Warr,  gouverneur anglais de la colonie de Virginie sous Jacques Ier d'Angleterre († 7 juin 1618).
- 13 juillet : Rocco Pirri : ecclésiastique et historien italien († 1651).
- 6 août : Trịnh Tráng, maires du palais du Đại Việt (ancêtre du Viêt Nam) de la dynastie Lê et chef de la famille des Trịnh († 28 mai 1654).
- 1er septembre : Scipione Borghese, cardinal italien, collectionneur d'art et mécène († 2 octobre 1633).
- 6 septembre : Henri-Louis Chasteigner de La Roche-Posay, évêque de Poitiers († 30 juillet 1651).
- 8 septembre : Otto Van Heurne, médecin, philosophe et théologien néerlandais († 14 juillet 1652).
- 16 septembre : Pietro Tacca, sculpteur italien († 26 octobre 1640).
- 24 septembre : Louis V de Hesse-Darmstadt, landgrave de Hesse-Darmstadt († 27 juillet 1626).
- 29 septembre : Michel Le Nobletz, missionnaire de la réforme catholique français († 5 mai 1652).
- ? septembre : Roberto de Nobili, prêtre jésuite italien († 16 janvier 1656).
- 3 octobre : Fortunio Liceti, philosophe, médecin, universitaire et savant italien († 16 juin 1657).
- 4 octobre : Guido Bentivoglio, cardinal, historien et homme politique italien († 7 septembre 1644).
- 6 octobre : Ferdinand de Bavière, prince-évêque de Liège et duc de Westphalie († 13 septembre 1650).
- 11 octobre : Jacques de Bourgues, sieur de La Jaunays, homme politique français († 21 septembre 1661).
- 17 octobre : Cristofano Allori, peintre italien († 1er avril 1621).
- ? octobre : Antonio de Oquendo, marin basque espagnol († 7 juin 1640).
- 4 novembre : François Leclerc du Tremblay, religieux français († 17 décembre 1638).
- 10 novembre : Jacob Cats, poète et politicien néerlandais († 12 septembre 1660).
- 25 novembre : Piet Hein, officier de la marine des Provinces Unies, corsaire, et héros du folklore néerlandais († 18 juin 1629).
- 8 décembre : Mario Minniti, peintre italien († 22 novembre 1640).
- 16 décembre : Jean-Georges de Jägerndorf, prince allemand de la famille des Hohenzollern qui fut duc de Krnov († 2 mars 1624).
- 20 décembre : Antonio Brunelli, compositeur et théoricien de la musique italien († 19 novembre 1630).
- 25 décembre : Noël Brûlart de Sillery, diplomate français († 26 septembre 1640).

- Date précise inconnue :
  - Georges Baussonet, architecte, dessinateur, graveur et poète français († 1644).
  - Jacques Boonen, peintre hollandais († 1655).
  - Charles d'Angennes, marquis de Rambouillet, vidame du Mans et seigneur d’Arquenay († 26 février 1652).
  - Joachim de Beauvoir du Roure, officier français († 1628).
  - Jean de Beins, ingénieur et géographe militaire français († 1651).
  - Thomas Belasyse, 1er vicomte Fauconberg, homme politique anglais († 18 avril 1653).
  - Francisco de Borja y Aragón, prince de Squillace, comte de Mayalde, comte de Simari, vice-roi du Pérou est un prince espagnol († 1658).
  - Sulpitia Cesis, compositrice et luthiste italienne († ?).
  - Vincenzo Contarini, philologue italien († 1617).
  - Rodrigo da Cunha, homme politique et prélat portugais († 3 janvier 1643).
  - Aart Jansz Druyvesteyn, avocat, peintre et maire néerlandais († 5 août 1627).
  - Francesco Bernardino Ferrari, érudit, historien et liturgiste italien († 1669).
  - Cesare Gherardi, cardinal italien († 30 septembre 1623).
  - Jean-Georges de Hohenzollern-Hechingen, Comte de Hohenzollern-Hechingen puis Prince régnant de Hohenzollern-Hechingen († 28 septembre 1623).
  - Kobayakawa Hideaki, daimyo de l'époque Sengoku († 1er décembre 1602).
  - André Lefèvre d'Ormesson, homme d'État et magistrat français († 2 mars 1665).
  - Michel Lourdel, sculpteur et peintre français († 11 avril 1673).
  - Richard Montagu, clerc et prélat anglais († 13 avril 1641).
  - Mōri Katsunaga, officier du clan Toyotomi de la fin de la période Azuchi Momoyama († 4 juin 1615).
  - Naitō Kiyotsugu, commandant militaire et daimyo de la période Azuchi-Momoyama au début de la période Edo († 2 août 1617).
  - Agostino Oreggi, cardinal italien († 12 juillet 1635).
  - Outey, régent du royaume du Cambodge († 5 janvier 1642).
  - Agostino Pallavicini, 103e doge de Gênes († 1649).
  - Rocco Pirri, ecclésiastique et historien du royaume de Sicile († 8 septembre 1651).
  - Matteo Priuli, cardinal italien († 13 mars 1624).
  - Antonio Provana di Collegno, archevêque italien († 14 juillet 1640).
  - François Ravaillac, régicide français († 27 mai 1610).
  - Nicolas Rigault, magistrat, bibliothécaire et philologue français († août 1664).
  - Gian Vittorio Rossi, érudit italien († 13 novembre 1647).
  - Antonio Santini, astronome et mathématicien italien († 1662).
  - Richard Sibbes, théologien anglais († 5 juillet 1635).
  - Gabriel Sionite, savant maronite, professeur d'arabe († 1648).
  - Maria Strick, maître écrivain néerlandaise († 1625).
  - Claude d'Urre, maréchal des logis de la Garde suisse de Monsieur, frère du Roi († 1644).
  - Adam Willaerts, peintre de marine néerlandais († 4 avril 1664).
  - Hendrick van den Zype, moine bénédictin belge († 14 mars 1659).

- Vers 1577 :
  - William Alexander, 1er comte de Stirling († 12 février 1640).
  - Jean Almond, prêtre catholique anglais († 5 décembre 1612).
  - Stefano Bernardi, prêtre, compositeur et théoricien de la musique italien († 15 février 1637).
  - Gabriel de Castilla, explorateur et navigateur espagnol (vers † 1620).
  - Robert Jones, compositeur et luthiste anglais († 1617).

## Décès en 1577
- 6 janvier : Guglielmo Della Porta, architecte et sculpteur italien (° 1515)[23].
- ? janvier : Louise de Brézé, aristocrate française (° 1521).

- 26 février : Erik XIV, roi de Suède 1560-1568 (° 13 décembre 1533).

- 6 mars[24] : Rémi Belleau, poète de la Pléiade et érudit (° 1528).
- 23 mars : Charles II de Bade-Durlach, margrave de Bade-Durlach (° 24 juillet 1529).
- 24 mars : Naoe Kagetsuna, samouraï au service du clan Uesugi à l'époque Sengoku (° 1509).

- 10 avril : Jean de Joigny, sculpteur franco-espagnol (° 1506).
- 13 avril : Konrad Hubert, théologien réformateur et poète allemand (° 1507).

- 1er mai : Ōuchi Yoshinaga, samouraï du Kyushu (° 1532).
- 31 mai :
  - Rodrigo Gil de Hontañón, maître maçon et architecte espagnol (° 1500).
  - García Álvarez de Tolède, officier militaire et homme politique espagnol (° 29 août 1514).
- ? mai : Jean Placotomus, médecin allemand (° 1514).

- 2 juin : Louis Le Roy, écrivain français (° 1510).
- 12 juin :
  - Nicolas de Mercœur, évêque de Metz, de Verdun, comte de Vaudémont, seigneur de Mercœur, puis duc de Mercœur (° 1524).
  - Orazio Sammachini, peintre italien (° 20 décembre 1532).
- 29 juin : Andrés de Oviedo, prêtre jésuite espagnol, ordonné évêque en 1555 (° 1518).
- ? : Nicaise Ellebaudt, médecin, philosophe, philologue, traducteur et poète flamand (° 1535).

- 23 juillet : Scipione Rebiba, cardinal italien (° 3 février 1504).
- 31 juillet : Johannes Anglicus, théologien protestant (° 1502).

- 12 août : Thomas Smith, juriste et homme d'État anglais (° 23 décembre 1513).

- 7 septembre : Marie de Portugal, duchesse de Parme et de Plaisance (° 12 août 1538).
- 11 septembre : Alexandru II Mircea, prince de Valachie (° 3 mars 1529).
- 27 septembre : Diego de Covarrubias, homme d'église espagnol (° 25 juillet 1512).

- 10 octobre : Marie de Portugal, duchesse de Viseu infante du Portugal (° 18 juin 1521).
- 23 octobre : Jean de Morvillier, homme d'Église et homme politique français (° 1er décembre 1506).
- 26 octobre : Michele Tosini, peintre maniériste italien (° 1503).

- 2 novembre : Innocenzo Ciocchi del Monte, cardinal italien (° 1532).
- 3 novembre : Marguerite de Brandebourg, princesse de la maison de Hohenzollern de l'Électorat de Brandebourg, qui fut par ses mariages Duchesse de Poméranie et princesse d'Anhalt-Zerbst (° 1511).
- 7 novembre : Michele Tosini, peintre maniériste italien (° 18 mai 1503).
- 19 novembre : Matsunaga Hisahide, samouraï puis daimyo japonais (° 1510).
- 29 novembre : Cuthbert Mayne, prêtre catholique et martyr anglais (° 1544).

- 8 décembre : Melchor Bravo de Saravia, conquistador espagnol, vice-roi du Pérou par intérim et gouverneur royal du Chili (° 1512).
- 15 décembre : Anne de Saxe, fille de Maurice de Saxe et Agnès de Hesse (° 23 décembre 1544).

- Date précise inconnue :
  - Ryckaert Aertsz, peintre et dessinateur néerlandais (° 1482).
  - Giovanni Battista Ponchini, peintre italien (° 1510).
  - Yamayoshi Toyomori, hatamoto au service de Uesugi Kenshin (° 1541).

- Vers 1577 :
- Prudent Le Choyselat, procureur du roi Charles IX au bailliage de Sézanne (° vers 1530).